# Dánsko na Letních olympijských hrách 1988
Dánsko se účastnilo Letní olympiády 1988 v jihokorejském Soulu. Zastupovalo ho 78 sportovců (57 mužů a 21 žen) v 15 sportech.

## Medailisté
| Medaile | Jméno                                   | Sport      | Soutěž                     |
| ------- | --------------------------------------- | ---------- | -------------------------- |
| Zlato   | Jørgen Bojsen-Møller Christian Grønborg | Jachting   | Muži Flying Dutchman Class |
| Zlato   | Dan Frost                               | Cyklistika | Muži bodovací závod        |
| Stříbro | Benny Nielsen                           | Plavání    | Muži 200 m motýlek         |
| Bronz   | Jesper Bank Steen Secher Jan Mathiasen  | Jachting   | Muži Soling Class          |